# Fred Lane

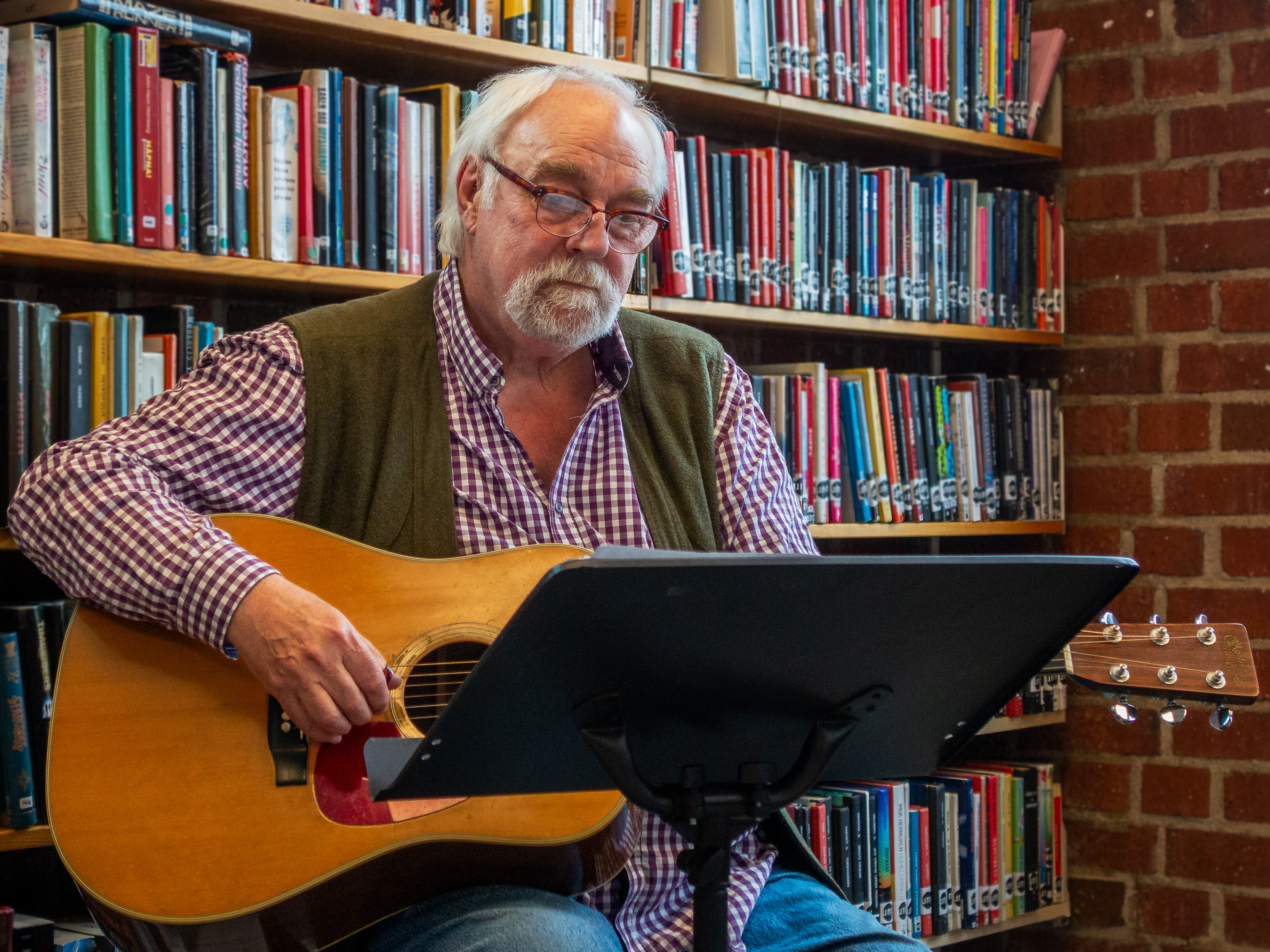
Fred Lane, viskonsert på Vällingby bibliotek, 28 maj 2016.

Fred Lane, född 8 oktober 1945 i Oldham, är en engelsk-svensk musiker och tonsättare.
Lane, som flyttade till Sverige 1970, samarbetar ofta med vitt skilda musiker, och behärskar bland annat gitarr, munspel, oljefat och dragspel. Han var under 1970-talet medlem i grupperna Diddlers, Låt & Trall och Bella ciao och medverkade i musikprojektet Tillsammans Han gav 1974 ut skivan Swedish Songs, där han bland annat översatte Nils Ferlin och Dan Andersson till engelska. 1977 kom Vi smida, 1981 Till soluppgång och till lycka (i samarbete med gruppen Spjärnsvallet) och Läget 2010 (2010), där han samarbetat med musikern Kjell Westling. Senaste skivan är Rättvisor & Kontroverser (2013), där han tonsatt författaren Victor Estbys dagsverser.
Lane var även med i Rajtan Band och har tillsammans med Birger Schlaug gjort och turnerat med föreställningen (D)elvis Presley, där Schlaug berättar om Elvis Presley och Lane spelar låtar som Elvis framfört.
Tillsammans med Victor Estby samarbetar Lane sedan 2012 kring Estbys dagsverser, som Lane tonsatt. De två framträder tillsammans med sina verser och visor på olika scener. 2012 var han också med och spelade på Ångestparaden tillsammans med Rompiendo Lonjas.
2005 mottog Fred Lane SKAP:s (Svenska Kompositörer Av Populärmusiks) stipendium.

## Diskografi
- 1974 LP - Swedish Songs :
- 1977 LP - Vi smida Proleteriatets visor före och under industrialismen :
- 1979 SP - Torparbruden :
- 1981 LP - Till soluppgång och till lycka :
- 1984 Blandade Artister (MFL) - Dragspelsmusik Från Uppsalasätten Till Japanska Sjön 36:15 (Jenny Lind, Offerdalspolska Efter Lapp-Nils)
- 1997 CD - As Is 42:47
- 2010 CD - Läget 2010 28:32
- 2013 CD - Rättvisor & Kontroverser
- 2017 CD - Sånger & Sonetter (med Viktor Estby)